# Naughty Girl
"Naughty Girl" är en R&B-låt framförd av Beyoncé, utgiven som singelskiva den 14 mars 2004. Låten är den fjärde singeln från hennes debutalbum Dangerously in Love.
Naughty Girl är skriven av Beyoncé, Scott Storch, Robert Waller och Angela Beyince. Låten innehåller samplingar från "Love to Love You Baby" som framfördes 1976 av Donna Summer. Det var ursprungligen meningen att Naughty Girl skulle utgöra det första singelsläppet från Beyoncés debutalbum, men den fick stå tillbaka för "Crazy in Love". I låten sjunger Beyoncé att hon känner sig sexig och vill att hennes älskare skall säga hennes namn. Beyoncé deklarerar sina fantasier med att sjunga ”Tonight I'll be your naughty girl”.

## Musikvideo
Musikvideon till "Naughty Girl", regisserad av Jake Nava, utspelar sig på en nattklubb i det forna Hollywood. Beyoncé och hennes dansare är iklädda glamorösa vintage-kläder och frisyrer. Beyoncé dansar bland annat iförd en kortkort klänning och vita nylonstrumpor. I en scen ligger hon i ett gigantiskt champagneglas, i en annan dansar hon förföriskt tillsammans med Usher. 
Videon inleds med att Beyoncé dansar omgiven av speglar och sedan bakom en tunn vit vägg så att bara hennes silhuett syns. Kort därefter gör Beyoncé entré på nattklubben tillsammans med sina väninnor; hon och Usher ser varandra. De båda rör sig sedan rytmiskt tätt intill varandra på dansgolvet. Dansen med Usher avbryts, och Beyoncé dansar tillsammans med sina väninnor. 
Mot slutet av videon virvlar Beyoncé omkring i ett kolossalt champagneglas sjungande refrängen från Donna Summers "Love to Love You Baby". I slutscenen sitter hon på ett piano, och efter att ha lyfts ner av en manlig dansare börjar hon att dansa medan konfetti faller ner.

## Listplaceringar
Naughty Girl gjorde inte lika bra ifrån sig på hitlistorna som föregångarna "Crazy in Love och "Baby Boy" som båda nådde Billboardlistans förstaplacering.
| Lista (2004)                                | Högsta placering |
| ------------------------------------------- | ---------------- |
| U.S. Billboard Hot 100                      | 3                |
| U.S. Billboard Hot 100 Singles Sales        | 1                |
| U.S. Billboard Hot 100 Airplay              | 3                |
| U.S. Billboard R&B/Hip-Hop Singles & Tracks | 8                |
| U.S. Billboard R&B/Hip-Hop Singles Sales    | 1                |
| U.S. Billboard Hot Digital Tracks           | 4                |
| U.S. Billboard Hot Dance Music/Club Play    | 1                |
| U.S. Billboard Rhythmic Top 40              | 1                |
| The Official UK Singles Chart               | 10               |
| Irish Singles Chart                         | 14               |
| Australian Singles Chart                    | 9 (4 veckor)     |
| Canadian Singles Chart                      | 2                |
| Dutch Singles Chart                         | 10               |
| New Zealand Singles Chart                   | 6                |
| German Singles Chart                        | 16               |
| French Singles Chart                        | 18 (2 veckor)    |
| United World Tracks Chart                   | 6 (3 veckor)     |
| World Airplay Top 100                       | 4                |
| World Physical Sales Chart                  | 3 (2 veckor)     |
| Europe Official Singles Chart               | 8                |